# 울려라! 유포니엄
《울려라! 유포니엄》(響け！ユーフォニアム 히비케! 유포니아무[*])은 타케다 아야노가 쓴 일본의 소설이다. 타카라지마샤에서 2013년 12월부터 간행되고 있다.

## 개요
교토부 우지시를 무대로 취주악부 활동을 진행하는 소녀들의 청춘 이야기. 취주악부를 위해 열심히 활동하며 공부와 친구와의 다툼, 부모님과의 불화 등 사춘기 특유의 고민을 안고 취주악 콘테스트를 위해 전진해 나아가는 모습을 그려냈다. 중학교 시절 관악부에서 활동했던 작가인 타케다 아야노는 동아리 활동 시절의 친구들과 모교인 사가노 고교의 취주악부를 취재하며 그것을 바탕으로 작품의 구성을 짰다고 한다. 우지 역과 우지 시에서 열리는 아가타 축제 등 우지 시의 명소와 행사가 작품 곳곳에 등장한다.

## 줄거리
키타우지 고교 취주악부는 한때 전국 대회에 출전해 우승을 노리는 학교였지만, 고문이 바뀌면서 예선 대회에도 출전하지 못했다. 하지만 새로 부임한 고문 교사의 엄격한 지도 덕분에 학생들은 꾸준히 실력이 향상되고 힘을 키우고 있다. 솔로를 놓고 다투다 보니 공부를 우선시하고 동아리 활동을 그만두는 학생들도 있다. 드디어 고대하던 대회의 날이 다가온다.

## 기간 일람
- 타케다 아야노(원작)·아사다 닛키(표지 일러스트), 타카라지마샤 〈타카라지마샤 문고〉
  - 『響け！ ユーフォニアム 北宇治高校吹奏楽部へようこそ』2013년 12월 19일 제1쇄 발행(12월 5일 발매[4]), ISBN 978-4-8002-1747-9
  - 『響け！ ユーフォニアム 2 北宇治高校吹奏楽部のいちばん熱い夏』2015년 3월 19일 제1쇄 발행(3월 5일 발매[5]), ISBN 978-4-8002-3906-8
  - 『響け！ ユーフォニアム 3 北宇治高校吹奏楽部、最大の危機』2015년 4월 18일 제1쇄 발행(4월 4일 발매[6]), ISBN 978-4-8002-3982-2
  - 『響け！ ユーフォニアム 北宇治高校吹奏楽部のヒミツの話』2015년 6월 8일 제1쇄 발행(5월 25일 발매[7]), ISBN 978-4-8002-4119-1
  - 『響け！ ユーフォニアム 北宇治高校の吹奏楽部日誌』2016년 10월 20일 제1쇄 발행(10월 6일 발매[8]), ISBN 978-4-8002-6226-4
  - 『響け！ ユーフォニアム 北宇治高校吹奏楽部、波乱の第二楽章 前編』2017년 9월 9일 제1쇄 발행(8월 26일 발매[9]), ISBN 978-4-8002-7489-2
  - 『響け！ ユーフォニアム 北宇治高校吹奏楽部、波乱の第二楽章 後編』2017년 10월 19일 제1쇄 발행(10월 5일 발매[10]), ISBN 978-4-8002-7491-5
  - 『響け！ ユーフォニアム 北宇治高校吹奏楽部のホントの話』2018년 4월 19일 제1쇄 발행(4월 5일 발매[11]), ISBN 978-4-8002-8301-6
  - 『響け！ ユーフォニアム 北宇治高校吹奏楽部、決意の最終楽章 前編』2019년 5월 1일 제1쇄 발행(4월 17일 발매[12]), ISBN 978-4-8002-9399-2
  - 『響け！ ユーフォニアム 北宇治高校吹奏楽部、決意の最終楽章 後編』2019년 7월 6일 제1쇄 발행(6월 22일 발매[13]), ISBN 978-4-8002-9401-2
- 타케다 아야노(원작)·아사다 닛키(표지 일러스트) 《울려라! 유포니엄 릿카 고교 마칭 밴드에 오신 것을 환영합니다》 타카라지마샤 〈타카라지마샤 문고〉, 전 2권
  - 「전편」2016년 8월 18일 제1쇄 발행(8월 4일 발매[14]), ISBN 978-4-8002-5872-4
  - 「후편」2016년 9월 20일 제1쇄 발행(9월 6일 발매[15]), ISBN 978-4-8002-5874-8
- 타케다 아야노(원작)·아사다 닛키(표지 일러스트) 《날아오르는 너의 등을 올려다본다》 타카라지마샤, 2021년 2월 27일 제1쇄 발행(2월 13일 발매[16]), ISBN 978-4-2990-1351-4
- 타케다 아야노(원작)·아사다 닛키(표지 일러스트) 《날아오르는 너의 등을 올려다본다》 타카라지마샤 〈타카라지미샤 문고〉, 2023년 8월 18일 제1쇄 발행(8월 4일 발매[17]), ISBN 978-4-299-04598-0

## 만화
제1기 《울려라! 유포니엄 키타우지 고교 관악부에 오신 것을 환영합니다》가 《이 만화가 대단하다! WEB》(타카라지마사)에서 2014년 11월부터 2015년 10월까지 연재되었다. 작화는 하미. 하미 자신도 교토에 살았던 적이 있어, 학생 시절에는 취주악부에서 트롬본을 담당했었다. 원작 표지 일러스트를 그린 아사다 닛키가 캐릭터 원안으로서 크레딧되고 있다. 전 19화 구성으로 원작소설 제1권과 마찬가지로 교토대회 출장까지의 이야기를 그린 것이다. 최종화의 마지막 페이지에서, 원작 소설 제2권의 코믹화 기획이 진행중인 것이 발표되었다.
제2기 《울려라! 유포니엄 키타우지 고교 취주악부의 가장 뜨거운 여름》은 2016년 1월 15일부터 9월 16일까지 연재되어 제3기 《울려라! 유포니엄 키타우지 고교 취주악부, 최대 위기》는 2016년 10월 21일부터 2017년 7월 21일까지 연재되었다.
- 타케다 아야노(원작)·아사다 닛키(캐릭터 원안)·하미(만화) 《울려라! 유포니엄 키타우지 고교 관악부에 오신 것을 환영합니다》 타카라지마샤 〈이 만화가 대단하다! comics〉, 전 3권
  1. 2015년 4월 3일 발매[19], ISBN 978-4-8002-3968-6
  2. 2015년 6월 3일 발매[20], ISBN 978-4-8002-4183-2
  3. 2015년 11월 12일 발매[21], ISBN 978-4-8002-4891-6
- 타케다 아야노(원작)·아사다 닛키(캐릭터 원안)·하미(만화) 《울려라! 유포니엄 키타우지 고교 취주악부의 가장 뜨거운 여름》 타카라지마샤 〈이 만화가 대단하다! comics〉, 전 2권
  1. 2016년 9월 8일 발매[22], ISBN 978-4-8002-6020-8
  2. 2016년 10월 11일 발매[23], ISBN 978-4-8002-6024-6
- 타케다 아야노(원작)·아사다 닛키(캐릭터 원안)·하미(만화) 《울려라! 유포니엄 키타우지 고교 취주악부, 최대 위기》 타카라지마샤 〈이 만화가 대단하다! comics〉, 전 2권
  1. 2017년 7월 20일 발매[24], ISBN 978-4-8002-7443-4
  2. 2017년 8월 26일 발매[25], ISBN 978-4-8002-7612-4

## 애니메이션
TV 애니메이션 제1기는 TOKYO MX에서 2015년 4월부터 7월까지 방송되었다. 제2기 《울려라! 유포니엄 2》는 같은 해 10월부터 12월까지 방송되었다.
2016년 4월 23일에는 TV 애니메이션 제1기를 기반으로 한 극장판 총집편 《극장판 울려라! 유포니엄 ~키타우지 고교 관악부에 오신 것을 환영합니다~》가, 2017년 9월 30일에는 텔레비전 애니메이션 제2기를 기반으로 한 극장판 총집편 《극장판 울려라! 유포니엄 ~전하고 싶은 멜로디~》가 각각 공개되었다.
2018년 4월 21일에는 미조레와 노조미의 이야기를 그린 신작 극장판 《리즈와 파랑새》가, 2019년 4월 19일에는 2학년에 진급한 쿠미코를 그린 신작 극장판 《극장판 울려라! 유포니엄 ~맹세의 피날레~》가 각각 공개되었다.
2023년에는 신작 중편 애니메이션 《앙상블 콘테스트편》의 Blu-ray 발매와 극장 특별 상영이, 2024년에는 TV 애니메이션 '쿠미코 3학년편'의 방송이 각각 이루어졌다.